# Iwan Tiulkow
Iwan Michajłowicz Tiulkow (ros. Иван Михайлович Тюльков, ur. 2 września?/14 września 1899 we wsi Niedielkino w guberni witebskiej (obecnie w obwodzie pskowskim), zm. w kwietniu 1976 w Wilnie) – radziecki polityk i funkcjonariusz wymiaru sprawiedliwości.

## Życiorys
Od stycznia 1915 pracował w różnych zakładach przemysłowych w Piotrogrodzie, później jako szofer, od listopada 1918 do lutego 1919 służył w Armii Czerwonej, następnie pracował na roli. W 1919 został członkiem RKP(b). Od października 1919 pracował w milicji w Newlu, 1925-1929 był sędzią ludowym w rejonie newelskim, 1929-1930 członkiem Sądu Okręgowego w Wielkich Łukach, a 1930-1932 członkiem Zachodniego Sądu Obwodowego. Od 1932 do 1934 był przewodniczącym Komitetu Wykonawczego Łokniańskiej Rady Obwodowej (obwód zachodni), 1934-1936 członkiem Sądu Obwodowego w Karagandzie, 1936-1937 członkiem Północnokazachstańskiego Sądu Obwodowego, a 1937-1938 przewodniczącym Specjalnego Kolegium tego sądu. Od 1938 do 1941 był przewodniczącym Północnokazachstańskiego Sądu Obwodowego, od 1941 do stycznia 1944 zastępcą przewodniczącego Sądu Najwyższego Kazachskiej SRR, od stycznia do lipca 1944 przewodniczącym Komitetu Wykonawczego Północnokazachstańskiej Rady Obwodowej, a od lipca 1944 do marca 1951 zastępcą przewodniczącego Sądu Najwyższego Litewskiej SRR. W latach 1951–1952 był przewodniczącym obwodowego kolegium adwokatów w Szawlach, od października 1952 do października 1957 pracował jako adwokat w Wilnie, następnie przeszedł na emeryturę. Był odznaczony Orderem „Znak Honoru”.